# Округ Перквиманс (Северна Каролина)
Перквиманс (енгл. Perquimans County) је округ у америчкој савезној држави Северна Каролина.

## Демографија
По попису из 2010. године број становника је 13.453, што је 2.085 (18,3%) становника више него 2000. године.
| Група             | 2000.         | 2010.         |
| Белци             | 8.015 (70,5%) | 9.608 (71,4%) |
| Афроамериканци    | 3.182 (28,0%) | 3.347 (24,9%) |
| Азијати           | 24 (0,2%)     | 38 (0,3%)     |
| Хиспаноамериканци | 68 (0,6%)     | 286 (2,1%)    |
| Укупно            | 11.368        | 13.453        |